# 下和田ヒロキ
下和田 ヒロキ（しもわだ ヒロキ、1976年4月8日 - ）は、日本の声優、舞台俳優、ナレーター、音楽家。岐阜県美濃加茂市出生、三重県桑名市出身。ケッケコーポレーション所属。
かつては本名の下和田 裕貴（読み同じ）での活動も行っていた。

## 来歴
1976年に長男として岐阜県美濃加茂市で誕生し、三重県桑名市で育つ。 
幼少期にザ・ドリフターズの『8時だョ!全員集合』に夢中になり、舞台装置、ステージショーに関心を持った。
1988年に地元の芸能事務所附属の劇団児童部で11歳で初舞台を踏み、舞台俳優として活動開始。17歳の時に楽器屋店長、ゲームプログラマー、呑み屋店主らが結成したバンドに参加して、音楽活動も開始。
日本ナレーション演技研究所卒業。1998年に声優としてデビュー。
2007年8月31日付でアーツビジョンを退所。退社の理由は自分のプライベートや気持ちの変化、現状打破と活動の心機一転としている。
2007年10月1日付で81プロデュースへ所属。
2009年インディーズレーベルとしてヒカガクレコードを創立。各媒体への曲提供、創立以前の自主CDの再発売や新作CDの販売など精力的に開始。
2010年4月に本名の下和田裕貴より、かねてから音楽仕事で使用していた「下和田ヒロキ」へ芸名を統一、改名する。
2015年2月末日、81プロデュースを退所し、フリーとなる。
2015年4月1日付でオフィスPACへ所属。
2018年12月27日付でオフィスPACを退所し、再度フリーとなる
。
2019年6月1日より、ケッケコーポレーション所属。

## 人物
吹き替えへの出演作多数。幅広い音域を生かし小さな子供から成人までを担当。ラジオ『VOICE CREW』内ショートドラマでは女子高生役や中年男性役まで担当。
7年振りの出演舞台『クロスレンジダイアログ!』（出演・脚本・音楽・音響演出も担当）では中年女性とその息子役を演じ分けた。
インディーズレーベルヒカガクレコードを主宰。業務内容は下和田ヒロキのCD制作の他に、ドラマCD・PCゲーム・テレビ番組などのサウンドトラック制作などがある。『SMAP×SMAP』番組内ブリッジやフジテレビのポッドキャスト番組『フジテレビッツ』など、テレビ・ラジオ番組への楽曲提供を行っている。白鳥哲の短編監督作品をはじめ、宮野真守と髙木俊のユニットSMILY☆SPIKY、小野友樹と江口拓也によるTeamゆーたくなど、声優企画への楽曲提供も数多い。
2007年には川原慶久とパフォーマンスユニット「時計仕掛けのブリキおじさん」を結成。朗読＋歌ものライブを行う。全国各地のプラネタリウム上映作品にも盛んに出演している。
近年では専門学校や声優養成所などで講師として後進の育成も手掛けている。
カレーが好物。ほかに、音楽、海岸、料理、廃墟、末吉時計。レトロなものを好む。
地元の児童劇団在籍中に聴いていた辻真先原作のカセット文庫『SFドラマ殺人事件』も声優を目指すきっかけとも語る。

## 出演
太字はメインキャラクター。

### テレビアニメ
2000年
- ブギーポップは笑わない Boogiepop Phantom（中学生達、男B）

2001年
- Cosmic Baton Girl コメットさん☆（今川瞬）
- 爆転シュート ベイブレード（観客A、少年E）

2002年
- 朝霧の巫女（美少年B）
- Weiß kreuz Glühen
- おねがい☆ティーチャー（男子生徒）
- 最終兵器彼女（ノリ）
- 七人のナナ（不良A）

2003年
- アズサ、お手伝いします!（田辺努）
- あたしンち（2003年 - 2008年、生徒A、横田、宮田、男子、芸人B 他）
- WOLF'S RAIN（トオボエ）
- ぽぽたん（弟）
- 無限戦記ポトリス（子供ポトリスB）

2004年
- ごくせん（市川）
- ゾイドフューザーズ（リュック）
- 忘却の旋律（男子生徒A）
- 魔法少女隊アルス（妖精アンティリア）
- わがまま☆フェアリー ミルモでポン! ごおるでん（ロクロー）

2005年
- ガンパレード・オーケストラ（深澤正俊）
- ドラえもん（テレビ朝日版第2期）（2005年 - 2025年、タダシ、若者、牛若丸、シェフ、男子学生 他）

2006年
- クレヨンしんちゃん（2006年 - 2010年、男子高校生A、配達員）
- ワンワンセレプー それゆけ!徹之進（ハカセ）

2007年
- 結界師（魔耳郎）
- 史上最強の弟子ケンイチ（少年期の谷本夏）
- D.Gray-man（マオサ）
- トレジャーガウスト（柊人）
- ぷるるんっ!しずくちゃん（まちゃまろ） - 2シリーズ
- ラブ★コン（小堀和希）

2008年
- 銀魂（貧乏神）
- スケアクロウマン（ポール）
- S・A〜スペシャル・エー〜（王子風男子）
- 全力ウサギ（館長の孫）
- テレパシー少女 蘭（綾瀬留衣）
- まめうしくん（こっぱ）
- メジャー 第4シリーズ（桜井）

2009年
- クプ〜!!まめゴマ!（タンタン）
- ご姉弟物語（青春団A）
- 極上!!めちゃモテ委員長（八王子梓）
- 戦国BASARA（森蘭丸）

2010年
- 一期一会〜キミノコトバ〜（はる介）
- 怪談レストラン（少年、田切）
- 会長はメイド様!（高見沢）
- メタルファイト ベイブレード シリーズ（2010年 - 2012年、アレクセイ） - 2シリーズ
- 四畳半神話大系（脳内F〈海馬ちゃん〉）

2011年
- バクマン。シリーズ（2011年 - 2012年、高浜昇陽） - 2シリーズ
- はっぴーカッピ（持田かしわ、ドクロッピ）
- BLEACH（トリ皮さん）
- プリティーリズム・オーロラドリーム（アナウンサー）

2012年
- 緋色の欠片（犬戒慎司） - 2シリーズ
- めだかボックス（夕原一年生）

2013年
- デュエル・マスターズ ビクトリーV3（八街兄）
- ステラ女学院高等科C3部（望月余市）
- 弱虫ペダル（川田拓也）

2014年
- カードファイト!! ヴァンガードG（2014年 - 2015年、MC、居笠間）
- キャプテン・アース（パック）

2015年
- どちゃもん じゅにあ（2015年 - 2016年、しろ） - 2シリーズ
- ヒーローバンク（マイケル・チョイ）

2016年
- ジョジョの奇妙な冒険 ダイヤモンドは砕けない（間田敏和）
- Re:ゼロから始める異世界生活（2016年 - 2024年、ティビー）  - 2シリーズ / 2020年に第1期新編集版が放送

2017年
- 将国のアルタイル（ニケフォロス）

2018年
- イナズマイレブン アレスの天秤（湿川陰）

2019年
- 名探偵コナン（2019年 - 2024年、神楽澄人、神尾大輝、陸奥太郎）

2022年
- パズドラ（ユケチ）

2024年
- ニンジャラ（カマイタチ）

2025年
- ざつ旅-That's Journey-（おじさん、乗務員）

### 劇場アニメ
- ハードル 真実と勇気の間で（2004年、翼）
- 映画ドラえもん のび太の恐竜2006（2006年、ダイバーB[30]）
- トワノクオン（2011年、トワ）
- ジュエルペット スウィーツダンスプリンセス（2012年、ブリュレ公爵）
- 映画ドラえもん 新・のび太の日本誕生（2016年、ペガ）
- 映画ドラえもん のび太の新恐竜（2020年、トップ[31]）

### OVA
- アンパンマンとはじめよう! かぞえよう 1・2・3（2006年、なぞなぞ鳥）
- 流れ星レンズ（2012年、由井）
- 名探偵コナン BONUS FILE ファンタジスタの花（2012年、菊地）
- やなせたかしメルヘン劇場 キラキラ（2008年、キリ）

### ゲーム
2001年
- ZONE OF THE ENDERS Z.O.E（レオ・ステンバック）

2002年
- ダーククロニクル（トボ）

2003年
- 白中探険部（福良真）

2004年
- サモンナイト クラフトソード物語2（ガブリオ、黒の剣士）
- ZOIDS STRAGLLE（ケイン）
- 帝国千戦記（朱緋真）

2005年
- カフェ・リンドバーグ -summer season-（高山翔太）
- 戦国BASARA（森蘭丸）
- リアライズ -Panorama Luminary-（麻生春秋）
- SHINSENGUMI〜幕末幻想恋愛奇譚〜（鞠）

2006年
- étude prologue 〜揺れ動く心のかたち〜（天野神吾）
- 風の殺意 - It's a long way round -（真室川夏央）
- ガンパレード・オーケストラ（深澤正俊）
- クレヨンしんちゃん 最強家族カスカベキング うぃ〜（男）
- 戦国BASARA2（森蘭丸）
- テイルズ オブ ファンタジア -フルボイスエディション-（ジェストーナ）
- 緋色の欠片（犬戒慎司）
- Laughter Land（ギュレッド）

2007年
- 戦国BASARA2 英雄外伝（森蘭丸）
- DEAR My SUN!!〜ムスコ★育成★狂騒曲〜（紫藤風斗〈甘え系〉）
- 翡翠の雫 緋色の欠片2（犬戒慎司）
- 緋色の欠片 〜あの空の下で〜（犬戒慎司）

2008年
- 蒼黒の楔 緋色の欠片3（犬戒慎司）
- バッカーノ!（アパム）

2009年
- ギャラクシーエンジェルII 永劫回帰の刻（ペル・オレキエッテ、ガラム・アジート）
- 戦国BASARA バトルヒーローズ（森蘭丸）
- 断罪のマリア（九条院日和、オリフィエル）
- ヒイロノカケラ 新玉依姫伝承（犬戒響）
- ぼくのなつやすみ4 瀬戸内少年探偵団「ボクと秘密の地図」（ぺったん〈吉田太郎〉）

2010年
- TAKUYO Mix Box 〜ファーストアニバーサリー〜（天野神吾）
- テイルズ オブ ファンタジア なりきりダンジョンX（ジェストーナ）
- メタルファイト ベイブレード ポータブル 超絶転生! バルカンホルセウスシリーズ（アレクセイ）
- メタルファイト ベイブレード 頂上決戦!ビッグバン・ブレーダーズ（アレクセイ）

2011年
- 戦国BASARA クロニクルヒーローズ（森蘭丸）
- 緋色の欠片 愛蔵版 〜あかねいろの追憶〜（犬戒慎司）
- ヒイロノカケラ 新玉依姫伝承 -Piece of Future-（犬戒響）

2012年
- 恋戦隊 LOVE&PEACE（ウルフ）
- 蒼黒の楔 緋色の欠片3 明日への扉（犬戒慎司）
- タイムトラベラーズ（鯉村卓）
- 断罪のマリア 〜ラ・カンパネラ〜（九条院日和、オリフィエル）

2013年
- 下和田ヒロキの ゲームで開店!ひーちゃんカレー（ひーちゃん）
- 断罪のマリア Complete Edition（九条院日和、オリフィエル）

2015年
- キャプテン・アース Mind Labyrinth（パック）
- アンジェリークルトゥール（大神官）

2016年
- ゲーム ドラえもん 新・のび太の日本誕生（ペガ）

2017年
- 緋色の欠片〜おもいいろの記憶〜（犬戒慎司）
- ヒットマン ザ・コンプリート ファーストシーズン（ウェン・ツァイ）

2018年
- ローカルディア・クロニクル（ミレン）
- グレゴリーホラーショー ロストクオリア
- 乙女剣武蔵（大天狗僧正坊）

2019年
- 戦国BASARA バトルパーティー（森蘭丸）
- ドラゴンクエストXI 過ぎ去りし時を求めて S（パンチョ）
- トロピコ6（ラジオDJ）
- 城とドラゴン（フランケン）

2020年
- うんコレ（クリーブス）
- ジョジョのピタパタポップ（間田敏和）
- ドラえもん のび太の新恐竜（トップ）
- 白猫プロジェクト（ハーレの戦士）
- Zold:Out〜鍛冶屋の物語（モルガン）
- Re:ゼロから始める異世界生活 Lost in Memories（ティビー）
- アサシン クリード ヴァルハラ（チェオベルト）
- サイバーパンク2077

2021年
- Re:ゼロから始める異世界生活 偽りの王選候補（ティビー・パールバトン）
- ぷちっと三国志（諸葛亮、水鏡先生、曹髦）

2022年
- ジョジョの奇妙な冒険 オールスターバトルR（間田敏和）
- Re:ゼロから始める異世界生活-infinity-（ティビー・パールバトン）

2023年
- 英雄クロニクル（アズール）
- ヘブンバーンズレッド（ひとよの父、支配人、分家の男）
- アヴェウムの騎士団（ハウザー）

2024年
- 東京ディバンカー（モービー）
- サガ エメラルド ビヨンド（グルマン、吟遊詩人）
- 聖剣伝説 VISIONS of MANA

### 吹き替え

#### 映画
- イノセント・ボーイズ（ジョーイ）
- ウィッチマウンテン/地図から消された山（セス）
- エンペラーズクラブ（マーティン）
- がんばれ!ベンチウォーマーズ（トロイ）
- 恋のクリスマス大作戦（ブライアン）
- ザ・ヒットマン（ティム）
- ジェシー・ジェームズの暗殺（アルバート）
- シティ・オブ・ゴッド（バルバンチーニュ）
- ショーツ 魔法の石大作戦（コール）
- スラップ・ショット3（アレックス）
- ソーシャル・キラー 金曜日のネットストーカー（エリック）
- 隣の家の少女（デイヴィッド少年）
- トランスフォーマー/リベンジ（ザ・ドクター）
- トール・テイル/パラダイス・ヴァレーの奇跡（ダニエル）
- パスポート to パリ（ミシェル）
- ビジネス・ウォーズ（マイク・パンケーキ）
- マイケル・ジャクソン IN ネバーランディングストーリー（マイケル・ジャクソン）
- メン・イン・ブラック2（マイケル・ジャクソン）
- 黙示録 -神の暗号を解く-（ホーク）
- ライフ・イズ・ワン!ダフル（カルビン）
- ライラにお手あげ
- ラストデイズ・オブ・サードエンパイア エーデルワイス海賊団（ペーター）
- REC/レック2（ティト）
- ロード・オブ・ドッグタウン（シド）

#### テレビドラマ
- iCarly（デイブ）
- I Love オリバー（オリバー）
- ER X 緊急救命室（ブライアン〈クレオ・トーマス〉）#16
- ER XV 緊急救命室（ダニー・ラスキン〈スターリング・ボーマン〉）#5
- WITHOUT A TRACE/FBI 失踪者を追え!（ライアン・ウォレス）
- クープ&キャミどっちがイイ？（ボナビッチ）
- コールドケース3（パトリック）
- コールドケース5（テランス）#6
- HEROES/ヒーローズ（ザック）
- ふたりはふたご（ジェレミー）
- フリークス学園（ニール）
- 名探偵モンク3（エイドリアン・モンク〈少年〉）
- 名探偵モンク7（ダニー）
- リ・アニメイテッド 〜ジムのカートゥーン大冒険〜（ゴーリー）

#### アニメ
- あぁ、レイモンド!（アイヴァン）
- ウルフボーイとなんでも工場（スネフトン）
- キャスパー（スプーキー）※カートゥーン ネットワーク版
- クランプ・ツインズ（ルシアン）
- ケイトとミンミン（タック）
- CODE リョーコ（オッド、ハーブ）
- 最強武将伝 三国演義（陳登）
- ジョニー・クエスト（ジョニー・クエスト）
- トゥートとパドル クリスマスはきみといっしょに（パドル）
- ドックはおもちゃドクター（スタッフィー）
- バズ・ライトイヤー（プラズマボーイ）
- バットマン:ブレイブ&ボールド（バットマイト）
- ヘラクレス（男子学生）
- ホートン ふしぎな世界のダレダーレ（ジョージョー）
- ホーム・ムービーズ（オクタヴィオ）
- マウス・タウン ロディとリタの大冒険
- ミュータント タートルズ（宮本ウサギ）
- リセス 〜ぼくらの休み時間〜（フランク）

### 特撮
- トミカヒーロー レスキューフォース（2009年、カイの声）
- スーパー戦隊シリーズ
  - 特命戦隊ゴーバスターズ（2012年、パペットロイドの声[40]）
  - 宇宙戦隊キュウレンジャー（2017年、インダの声）
  - 魔進戦隊キラメイジャー（2020年、スミカエ邪面の声）
- 仮面ライダーガヴ（2025年、フラッぺいずの声、バトラーの声[41]）
- 仮面ライダーガヴ お菓子の家の侵略者（2025年、ウエハウスゴチゾウの声、フラッぺいずの声）

### CM
- ハピネット デジモンテイマーズDVD-BOX（ナレーター）
- 第一パン ポケモンパン（ナレーター）
- 日本マクドナルド ハッピーセット（ナレーター）
- タカラスタンダード 家事らくキッチン篇（ナレーター）
- 楽天ふるさと納税 やることは3つだけ（ナレーター）

### テレビ番組
- シャキーン!（声の出演）
- しゃばけ（声の出演）
- 西方浄土（音楽、ナレーション）
- わたしのきもち（声の出演）
- のりスタ!（ナレーション）
- 恋する雑貨（ボイスオーバー）
- ヨーロッパ食堂（ボイスオーバー）
- ビットワールド（ボクセルの声）
- 天才てれびくんYOU（ほわないとの声）

### DVD
- オトメイトパーティー♪ in メルパルクホール（2008年5月24-25日）Live DVD　※収録は24日の回のみ。

### ラジオ
※はインターネット配信。
- VOICE CREW（2006年 - 2007年、NACK5系）18代目パーソナリティ
- 下和田ヒロキQの夜（2015年、ラジ友※）
- 下和田ヒロキRe:Qの夜「居酒屋ひーちゃん」（2017年 - 2018年、HiBiKi Radio Station※）[42]
- アバロンプレゼンツ 下和田/川原の「褒めて伸ばすラジオ」（2019年、HiBiKi Radio Station※）
- 下和田ヒロキと飯田利信の「ヲジヲ-ojisan no radio-」（2024年 - 、ラジ友※）

### CD
- ALMIGHTY×10（一閃）
- お護り男子!神ダーりん 〜いにしえの約束〜（アクミ[43]）
- 恋戦隊LOVE&PEACE ドラマCD 1 - 4（ウルフ）
- コメットさん☆ キャラクターソングコレクション 1・2（今川瞬）
- DEAR My SUN!! キャラクターソング&メッセージCD 風斗ver.（紫藤風斗 / 甘え系）
- 断罪のマリア シリーズ（九条院日和）
  - 断罪のマリア キャラクターソングアルバム gran jubilee vol.1 魂の拍動編
  - 断罪のマリア ソング ラ・カンパネラ vol.2 九条院日和「光のエウカリスチア」
- トゥルーラブストーリー3 Vol.1 - 4（主人公）
- 「刻の男組（ときのスーパーヒーロー）」第4弾「チビッコ☆一寸法師」（加茂兼光）
- 流行り神 ドラマCD「怪異事件ファイル」
- 秘密 ―トップ・シークレット― 2001（幽霊の少年）
- 緋色の欠片 シリーズ（犬戒慎司）
  - 緋色の欠片 キャラクターソングシリーズ vol.3「大蛇卓&犬戒慎司」
  - Dramatic CD Collection 緋色の欠片 壱・弐
  - 緋色の欠片 ドラマCD 〜桜花の蛍〜
  - 緋色の欠片 ドラマCD「魔術師に捧げる手記」
  - オトメイトCD BOOK 蒼黒の楔 緋色の欠片3 外伝
  - Dramatic CD Collection 蒼黒の楔 緋色の欠片3
  - ラジオCD 緋色の欠片〜紅陵学院放送室〜 真弘と珠紀、ときどき謎
- ヒイロノカケラ 新玉依姫伝承 シリーズ（犬戒響）
  - ヒイロノカケラ 新玉依姫伝承 キャラクターソングCD
  - ヒイロノカケラ 新玉依姫伝承 ドラマCD 【諏訪プロデュース・守護者育成計画】
- ラブ★コン DVD BOX volume.2 bonus CD（小堀和希）

### BLCD
- 愛と欲望は学園でシリーズ
  - 愛と欲望は学園で3（生徒）
  - 愛と欲望は学園で コミックス4巻 特典CD（二城院サイ）
- あやかし草紙（千春）
- 愛しき爪の綾なす濡れごと（桐香）
- 色街シリーズ珊瑚&猫柳編 傾城秘話 籠の中で〜籠の華（珊瑚）
- S-TRIPPER Episode2 Prince of Suspense（逢田忍）
- 主のおおせのままに/接吻禁断症状中（秀）
- お手討ち覚悟!（桜井恭太）
- 男の子だもの！（ユキ）
- カオル・マニアック（春香）
- 影の館シリーズ（ベリアル）
  - 影の館1 -光の書-
  - 影の館2 -影の書-
- 世界の果てで待っていて〜天使の傷痕〜（葉室律）
- スリルがいっぱい〜ローズ・ガーデン編〜（古葉良平）
- タクミくんシリーズ10th Anniversary Complete Edition5 美貌のディテイル（その他）
- 帝国千戦記シリーズ（朱緋真）
  - 帝国千戦記〜日々徒然〜
  - 帝国千戦記〜日々徒然〜第二弾
- テディ・ボーイシリーズ（守）
  - いとしのテディ・ボーイ
  - ハッピーエンドな恋をしよう
- 店内恋愛（杉村直）
- 花嫁シリーズ（千波矢）
  - 花嫁は紫龍に乱れる
  - 花嫁は黄金に攫われる
- ハピネス（日置裕太〈10歳〉）
- FAN（元同級生）
- 暴君のカジョーな愛情（伏見友巳）
- 胸さわぎシリーズ（野瀬聡）
  - 胸さわぎのラビリンス
  - 胸さわぎのアイドル
  - 胸さわぎのプロムナード
- 迷彩天国シリーズ（高取一）
  - 迷彩天国
  - 恋愛服務規定
- Life-もう一度キスしたかった-（片瀬拓海）
- Laughter Land シリーズ（ギュレッド）
  - Laughter Land 入国の手引き
  - Laughter Land とらのあな店舗特典CD 二人だけの世界で
  - Laughter Land ソフマップ店舗特典CD 一晩だけの……

### 舞台
- クロスレンジダイアログ!（古手川セツコ、ナオヤ）
- 3D少年（声の出演、音響制作）
- タンバリンプロデューサーズ「怪し会〜伍」（2012年8月24日・26日、もっとい不動 密蔵院）
- 下和田ヒロキ第一回独演会〜夕凪monsieur〜（2014年8月17日、目白庭園）
- 下和田ヒロキ第二回独演会〜秋波insomnia〜（2014年10月3日、目白庭園）
- 下和田ヒロキ第三回独演会〜ヘイ!シスターボーイ〜（2015年9月5日、兎亭）
- 下和田ヒロキ第四回独演会〜オー!ライスカレー〜（2015年9月6日、兎亭）

### 玩具
- 仮面ライダーガヴ DXフラッぺいずゴチゾウ（2025年3月29日）

### シリーズ一覧
1. ↑  第1期『1st season』（2016年）、第3期『3rd season 襲撃編』（2024年）